# Natalia Gaitán
Natalia Gaitán Laguado, née le 3 avril 1991 à Bogota (Colombie), est une footballeuse internationale colombienne qui évolue au poste de milieu de terrain.
Elle participe à deux reprises à la Coupe du monde féminine, en 2011 et 2015. Elle dispute également les Jeux olympiques d'été de 2012 et 2016.